# Воздушное крыло Мальты
Воздушное крыло Мальты (англ. Armed Forces of Malta Air Wing, мальт. L-Iskwadra tal-Ajru tal-FAM) — военно-воздушные силы государства Мальта. Являются самыми малочисленными ВВС в Европе, не имеют собственного ударного компонента, так как используются исключительно для проведения поисково-спасательных работ на море.

## История

### Основание в 1972 году
ВВС этого небольшого островного государства являются самыми малочисленными в мире. Вертолётное звено вооружённых сил Мальты было основано в мае 1972 года. В тот момент оно располагало тремя вертолётами Агуста-Белл АВ-47 и одним Белл 47, которые были подарены правительством ФРГ. Германская программа также включала подготовку наземного персонала и пилотов. Уже в июне 1973 года Ливия передала один вертолёт Агуста-Белл АВ-206А. Несколько лет эти вертолёты не несли никаких обозначений (кроме гражданских).

### Реорганизация
В апреле 1979 года произошла коренная реорганизация. Вертолётное звено стало первым полком вооружённых сил Мальты. Соответственно появились и новые опознавательные знаки.
Одновременно продолжалась модернизация вертолётного парка — в 1978 году на острове были размещены две военные миссии (которые имели прежде всего характер спасательных): итальянская с единственным вертолётом Агуста-Белл АВ-204А и ливийская — три «Аллуэт» и один «Супер Фрелон». Интересно то, что эти машины не несли мальтийских опознавательных знаков.
В апреле 1980 года вертолётное подразделение было передано в состав мальтийских сил быстрого реагирования и соответственно поменялись и опознавательные знаки. Причём и старые знаки продолжали использоваться параллельно.

### Последняя реформа опознавательных знаков
В январе 1992 года мальтийское правительство ввело новые опознавательные знаки. В феврале в составе ВВС появились и первые самолёты — это была пятёрка экс-итальянских (а ранее экс-американских) Сессна-О-1Е «Бёрд Дог». Появление самолётов позволило переименовать Вертолётное звено в Эскадрилью. Уже в июне того же года было закуплено два вертолёта (ранее принадлежавших итальянцам) Хьюз 369Н.
Однако, возвращаясь в 1980 год: тогда разрыв между мальтийцами и ливийцами привел к тому, что миссия была выведена, причём были оставлены три «Аллуэта» в непригодном для полётов состоянии. Только в августе 1992 года мальтийское правительство выделило средства на доведение этих аппаратов до летного состояния и в настоящий момент они составляют основу ВВС.
ВВС Мальты используются исключительно для поисково-спасательных операций на море и не имеют ударного компонента необходимого для проведения военных действий.

## Структура
Основными подразделениями воздушного крыла являются:
- Штаб воздушного крыла — отвечает за командование, управление и координацию дивизий и подразделений авиакрыла, чтобы обеспечить готовность подразделения к реагированию на различные оперативные требования, как на местном уровне, так и за границей.
- Штабная эскадрилья — обеспечивает материально-техническую и сервисную поддержку другим подразделениям авиакрыла AFM. Он отвечает за управление транспортом, материально-техническое обеспечение и управление персоналом, необходимые для выполнения повседневных обязанностей и обязательств авиакрыла. На интегрированный отдел логистики в составе штабной эскадрильи возложена задача обеспечения запасов всех частей самолета и документации по техническому обслуживанию самолетов.
- Оперативная эскадрилья — основной оперативный элемент авиакрыла AFM, отвечающий за использование парка самолетов. Он состоит из трех подразделов:
- Полет с неподвижным крылом — отвечает за прибрежное и оффшорное патрулирование, обнаружение и сообщение о нелегальной миграции в море и пресечение, патрулирование рыболовства и ряд других различных летных обязанностей.
- The Rotary Wing Flight — выполняет все вертолетные операции, начиная от эвакуации и спасения раненых в открытом море и заканчивая санитарной авиацией, а также перевозкой пациентов между двумя основными больницами островов. Он также оказывает помощь другим государственным органам по мере необходимости.
- Спасательная секция — небольшое подразделение солдат и спасателей, специально обученных для спасательных операций на суше и на море. Каждый пловец-спасатель обладает квалификацией по оказанию первой помощи, спасению жизни и другим специальным навыкам. Членство в отряде требует высокого уровня физической подготовки.
- Эскадрилья поддержки — безусловно, самое большое из подразделений авиакрыла, эскадрилья поддержки отвечает за техническое обслуживание парка самолетов. Персонал наземной бригады также отвечает за управление воздушными судами и оборудованием на земле, аварийное пожаротушение, сортировку воздушных судов, буксировку воздушных судов, заправку воздушных судов и другие важные линейные обязанности.[1]

## Базы ВВС

### Боевой состав
| Обозначение формирования или части | Вооружение и оснащение | Место расположения |
| ---------------------------------- | ---------------------- | ------------------ |
|                                    |                        |                    |
|                                    |                        |                    |
|                                    |                        |                    |
|                                    |                        |                    |
|                                    |                        |                    |
|                                    |                        |                    |
|                                    |                        |                    |

## Техника и вооружение

### Список авиационной техники ВВС Мальты
| Воздушное судно                   | Происхождение  | Тип                   | Версия исполнения | Кол-во | Примечания                   | Изображение |
| --------------------------------- | -------------- | --------------------- | ----------------- | ------ | ---------------------------- | ----------- |
| Britten-Norman BN-2B-26 Islander  | Великобритания | пассажирский самолёт  | BN-2B-26          | 2      |                              |             |
| Scottish Aviation Bulldog T1      | Великобритания | учебный самолёт       | серия 120         | 5      | Ранее принадлежали RAF       |             |
| Aérospatiale SA 316B Alouette III | Франция        | многоцелевой вертолёт | SA316B            | 5      | Ранее принадлежали ВВС Ливии |             |
| AB-47G-2                          | Италия         | лёгкий вертолёт       | AB-47G-2          | 1      |                              |             |
| NH-500M                           | Италия         | лёгкий вертолёт       | NH-500M Defender  | 2      |                              |             |

## Опознавательные знаки

Опознавательный знак ВВС Мальты
Знак на киль
Знак на фюзеляж